# Josef Zieleniec
Josef Zieleniec (* 28. dubna 1946 Moskva) je český politik, první ministr zahraničních věcí samostatné České republiky, člen Poslanecké sněmovny a místopředseda ODS, který po rozkolu v letech 1997–1998 odešel z ODS. V období 2000–2004 zasedal v horní komoře parlamentu jako senátor za obvod Praha 4. Mezi roky 2004–2009 byl poslancem Evropského parlamentu zvoleným na kandidátce SNK Evropští demokraté.

## Životopis

### Vzdělání
Vystudoval Střední průmyslovou školu jaderné techniky a Vysokou školu ekonomickou v Praze. Pracoval ve Výzkumném ústavu strojírenské technologie a ekonomiky a později v Ekonomickém ústavu Československé akademie věd, kde také získal titul kandidát věd (CSc.) v oboru ekonomie. Před rokem 1989 nebyl nikdy členem KSČ.
V roce 1990 Zieleniec založil spolu s Janem Švejnarem na Univerzitě Karlově Centrum pro ekonomický výzkum a doktorské vzdělávání CERGE, dnes CERGE-EI, jehož byl také prvním ředitelem. Následně byl jmenován docentem ekonomie a členem Vědecké rady Fakulty sociálních věd Univerzity Karlovy v Praze.

### Působení v ODS (1991–1997)
Po rozštěpení Občanského fóra spoluzaložil v roce 1991 Občanskou demokratickou stranu. 2. kongres ODS v Plzni v listopadu 1991 ho zvolil jedním z místopředsedů strany. V této funkci ho potvrdil i 3. kongres ODS v listopadu 1992 a 4. kongres ODS v listopadu 1993.
V období rozpadu ČSFR se podílel na vyjednávání podmínek rozdělení a získal významnou vládní funkci. Od 2. července 1992 do 23. října 1997 byl ministrem zahraničních věcí ČR (do osamostatnění České republiky ministrem mezinárodních vztahů ČR v rámci federace) v první i druhé vládě Václava Klause, přičemž v druhé Klausově vládě byl v období 4. července 1996 – 23. října 1997 i jejím místopředsedou. Významně přispěl k urovnání česko-německých vztahů a k podepsání Česko-německé deklarace.
Kromě toho byl i členem parlamentu. Ve volbách v roce 1996 byl zvolen do poslanecké sněmovny za ODS (volební obvod Praha). Na poslanecký mandát rezignoval v srpnu 1998.
Již v 2. polovině roku 1992 se začaly objevovat první rozpory mezi Zieleniecem a Václavem Klausem. Zieleniec tehdy tlačil na to, aby ODS zformulovala dlouhodobý program, zatímco Václav Klaus tuto myšlenku odmítal. Nakonec ale ustoupil, když 5. kongres ODS na podzim 1994 podpořil Zieleniece a v letech 1994–1995 tedy Zieleniec koncipoval Teze politického programu ODS, které 30. dubna 1995 schválila výkonná rada strany.
Rozpory mezi Zieleniecem a Klausem pak získaly zásadnější charakter v roce 1996. 5. srpna 1996 totiž Zieleniec v rozhovoru pro list Mladá fronta DNES prohlásil v reakci na nepřesvědčivý výsledek sněmovních voleb, že ODS se musí více rozkročit a neměla by znít jedním hlasem. Výrok byl interpretován jako nepřímá kritika vedení Václava Klause a stal se i předmětem debat Výkonné rady ODS. Opětovně se Zieleniec takto vyjádřil počátkem června 1997. V té době již on a další předáci ODS (Jan Ruml) začínali v rámci strany vytvářet trvalý proud kritický vůči Klausovi. Výroky z června 1997 vedly k slovním polemikám, ale 5. června 1997 po jednání Grémia ODS oba politici deklarovali shodu a jednotu. Situace se ale neuklidnila. 29. srpna 1997 složil Zieleniec poslanecký mandát. V té době ODS čelila finančním skandálům. Zieleniec mezitím pokračoval ve svém distanci vůči Klausovu vedení. 23. října 1997 oznámil rezignaci na post ve vládě. Rezignaci odůvodnil nemožností prosadit svůj názor a dopady skandálů okolo stranických financí.
Na přelomu let 1997–1998, během takzvaného Sarajevského atentátu a rozkladu vlády Václava Klause, patřil ke skupině politiků, která ODS opustila. Členství ukončil 21. ledna 1998. Na rozdíl od většiny odpadlíků z ODS se ale nestal členem nově utvořené strany Unie svobody.
Z vrcholné politiky se dočasně stáhl a později založil firmu JZP, zabývající se bankovnictvím a evropskou integrací.

### Návrat do politiky (po roce 2000)
V senátních volbách roku 2000 byl zvolen členem horní komory českého parlamentu za Senátní obvod č. 20 – Praha 4, coby bezpartijní kandidát navržený Unií svobody v rámci aliance Čtyřkoalice. Senátorem se stal hned po 1. kole, v němž získal přes 52 % hlasů.
Ve volbách roku 2004 zvolen za Českou republiku do Evropského parlamentu jako bezpartijní na kandidátce SNK Sdružení nezávislých a Evropští demokraté. V parlamentu se zařadil do frakce EPP-ED a byl členem Výboru pro zahraniční věci.
Ve volbách do Poslanecké sněmovny roku 2006 byl Zieleniec politickým lídrem SNK ED, avšak do sněmovny sám nekandidoval. Poté, co strana ve volbách neuspěla, rezignoval na své stranické funkce.
6. srpna 2007 bylo zveřejněno, že Zieleniec souhlasí s kandidaturou na funkci prezidenta České republiky. V prezidentských volbách v roce 2008 však kandidátem nebyl a jeho jméno v médiích v souvislosti s prezidentskými volbami nebylo zmiňováno.
Ve volbách 2010 neúspěšně kandidoval do senátu za obvod č. 19 – Praha 11 jako nestraník za Věci veřejné, když se ziskem 18,45 % hlasů obsadil 3. místo.